# Kratzkopf
Kratzkopf ist eine Ortslage in der bergischen Großstadt Wuppertal im Ortsteil Ronsdorf. 

## Lage
Der Ort liegt im Wohnquartier Blombach-Lohsiepen auf einer Höhe von etwa 295 m ü. NHN an der Lüttringhauser Straße Ecke Kratzkopfstraße. War die Ortslage noch bis Ende des 19. Jahrhunderts eigenständig, so ist sie heute Teil einer umfangreichen Wohnbebauung am Rande des Ronsdorfer Ortszentrums.

## Etymologie und Geschichte
Kratzkopf ist ein zeitgenössischer Scherzname, der die Lage des Ortes auf einer Kuppe (Kopf) und die dorthin ansteigende Straße wiedergibt.
Durch Kratzkopf führte die Verbindungsstraße von Ronsdorf über Kratzkopf, Im Büschgen, Blaffertsberg und Klausen nach Lüttringhausen, die heutige Lüttringhauser Straße. Sie wurde in den 1740er Jahren als Teil der Straßenverbindung Werden – Elberfeld – Ronsdorf – Lüttringhausen – Lennep ausgebaut.
Auf der Topographischen Aufnahme der Rheinlande von 1824 ist Kratzkopf erstmals kartografisch mit Beschriftung verzeichnet. Es lag an der Chaussee von Ronsdorf nach Lüttringhausen. Kratzkopf gehörte im 19. Jahrhundert zur Boxberger Rotte des ländlichen Außenbezirks der Stadt Ronsdorf. Der laut der Statistik und Topographie des Regierungsbezirks Düsseldorf als Handwerkerwohnung kategorisierte Ort besaß zu dieser Zeit ein Wohnhaus. Zu dieser Zeit lebten 20 Einwohner im Ort, drei katholischen und 17 evangelischen Glaubens.
Am 24. Oktober 1877 wurde die an der Ortslage beginnende Kratzkopfstraße benannt. Die städtische Grundschule Kratzkopfstraße wurde 1882 gegründet. In Kratzkopf befand sich ein Haltepunkt des am 21. August 1891 eröffneten Streckenzweigs vom Ronsdorfer Staatsbahnhof zum Ronsdorf Stadtbahnhof der Ronsdorf-Müngstener Eisenbahn.